# Edgar Pinto
Pour les articles homonymes, voir Pinto.
Lemos Pinto est un nom portugais ; le premier nom de famille (d'usage facultatif) est Lemos et le second est Pinto.
Edgar Miguel Lemos Pinto, né le 27 août 1985 à Albergaria-a-Velha, est un coureur cycliste portugais.

## Biographie
En octobre 2020, il est provisoirement suspendu  en raison de soupçons de signes d'irrégularité dans son passeport biologique entre 2015 et 2017,.

## Palmarès

### Par années
- 2006
  - 3e du Tour du Portugal de l'Avenir
- 2007
  - 1rea et 3e étapes du Tour de Madère
  - 2e du Tour de Madère
- 2008
  - 4e étape du Grand Prix Abimota
- 2009
  - Clássica da Primavera
  - Mémorial Bruno Neves
  - 1re étape du Grand Prix Abimota (contre-la-montre par équipes)
  - 2e de la Coupe du Portugal
- 2010
  - 2ea étape de la Volta a Trás-os-Montes e Alto Douro (contre-la-montre)
  - Circuit de Nafarros
  - 2e du Mémorial Bruno Neves
  - 2e du Circuit de Tavira
- 2011
  - Classement général du Grand Prix Abimota
  - 2e du Mémorial Bruno Neves
  - 2e de la Coupe du Portugal
  - 3e de la Clássica de Amarante
- 2012
  - 2e du Tour des Terres de Santa Maria Feira
  - 2e de la Coupe du Portugal
  - 3e du championnat du Portugal sur route
- 2013
  - 2e du Trophée Joaquim-Agostinho
  - 2e du Circuit de Malveira
- 2014
  - 1re étape du Trophée Joaquim-Agostinho
  - 4e étape du Tour du Portugal
  - 3e du Tour de l'Alentejo
  - 3e du Trophée Joaquim-Agostinho
- 2015
  - 3e étape du Tour du Maroc
- 2016
  - 3e du Tour de Cova da Beira
- 2018
  - 4e étape du Tour de l'Alentejo
  - Tour de la communauté de Madrid : 
    - Classement général
    - 1re étape

  - 2e du Grand Prix Jornal de Notícias
  - 3e du Tour du Portugal
- 2019
  - 3e étape du Tour des Asturies
  - 3eb étape du Grand Prix Jornal de Notícias (contre-la-montre par équipes)
  - 5e du Tour de Turquie

### Classements mondiaux
| Année            | 2009 | 2010   | 2011 | 2012 | 2013 | 2014 | 2015   | 2016 | 2017 | 2018 |
| ---------------- | ---- | ------ | ---- | ---- | ---- | ---- | ------ | ---- | ---- | ---- |
| UCI Africa Tour  |      |        |      |      |      |      | 50e    |      |      |      |
| UCI Asia Tour    |      |        |      |      |      |      | 129e   |      |      |      |
| UCI America Tour |      |        |      |      |      |      |        | 499e |      |      |
| UCI Europe Tour  | 731e | 1 064e | nc   | 838e | 138e | 104e | 1 056e | 500e | 538e | 169e |